# Brachymeria providens
Brachymeria providens is een vliesvleugelig insect uit de familie bronswespen (Chalcididae). De wetenschappelijke naam is voor het eerst geldig gepubliceerd in 1863 door Motschulsky.